# Leichtathletik-Hallenweltmeisterschaften 1989
Die 2. Leichtathletik-Hallenweltmeisterschaften fanden vom 3. bis 5. März 1989 in Budapest in der Budapest Sportcsarnok statt.

## Männer

### 60 m
| Platz | Athlet               | Land | Zeit (s) |
| ----- | -------------------- | ---- | -------- |
| 1     | Andrés Simón         | CUB  | 6,52     |
| 2     | John Myles-Mills     | GHA  | 6,59     |
| 3     | Pierfrancesco Pavoni | ITA  | 6,61     |
| 4     | Antonio Ullo         | ITA  | 6,63     |
| 5     | Michael Rosswess     | GBR  | 6,64     |
| 6     | Matthias Schlicht    | FRG  | 6,67     |

Finale am 5. März

### 200 m
| Platz | Athlet              | Land | Zeit (s) |
| ----- | ------------------- | ---- | -------- |
| 1     | John Regis          | GBR  | 20,54    |
| 2     | Ade Mafe            | GBR  | 20,87    |
| 3     | Kevin Little        | USA  | 21,12    |
| 4     | Sandro Floris       | ITA  | 21,31    |
| 5     | Rob Van De Klundert | NED  | 21,55    |
|       | Robson da Silva     | BRA  | DQ       |

Finale am 3. März
Robson da Silva wurde wegen Überschreitung seiner Bahn disqualifiziert.

### 400 m
| Platz | Athlet             | Land | Zeit (s) |
| ----- | ------------------ | ---- | -------- |
| 1     | Antonio McKay      | USA  | 45,59    |
| 2     | Ian Morris         | TRI  | 46,09    |
| 3     | Cayetano Cornet    | ESP  | 46,40    |
| 4     | Slobodan Branković | YUG  | 46,48    |
| 5     | Brian Whittle      | GBR  | 46,78    |
| 6     | Gabriel Tiacoh     | CIV  | 47,35    |

Finale am 5. März

### 800 m
| Platz | Athlet            | Land | Zeit (min)   |
| ----- | ----------------- | ---- | ------------ |
| 1     | Paul Ereng        | KEN  | 1:44,84 (WR) |
| 2     | José Luíz Barbosa | BRA  | 1:45,55      |
| 3     | Tonino Viali      | ITA  | 1:46,95      |
| 4     | Stanley Redwine   | USA  | 1:47,54      |
| 5     | Ray Brown         | USA  | 1:47,93      |
| 6     | Ikem Billy        | GBR  | 1:48,97      |

Finale am 4. März

### 1500 m
| Platz | Athlet            | Land | Zeit (min) |
| ----- | ----------------- | ---- | ---------- |
| 1     | Marcus O’Sullivan | IRL  | 3:36,64    |
| 2     | Hauke Fuhlbrügge  | GDR  | 3:37,80    |
| 3     | Jeff Atkinson     | USA  | 3:38,12    |
| 4     | Sydney Maree      | USA  | 3:38,14    |
| 5     | Hervé Phélippeau  | FRA  | 3:38,76    |
| 6     | Radim Kunčický    | TCH  | 3:39,97    |
| 7     | Sergei Afanassjew | URS  | 3:40,46    |
| 8     | Manuel Pancorbo   | ESP  | 3:41,61    |

Finale am 5. März

### 3000 m
| Platz | Athlet             | Land | Zeit (min) |
| ----- | ------------------ | ---- | ---------- |
| 1     | Saïd Aouita        | MAR  | 7:47,94    |
| 2     | José Luis González | ESP  | 7:48,66    |
| 3     | Dieter Baumann     | FRG  | 7:50,47    |
| 4     | Doug Padilla       | USA  | 7:50,93    |
| 5     | Frank O’Mara       | IRL  | 7:52,21    |
| 6     | Branko Zorko       | YUG  | 7:52,26    |
| 7     | José Luis Carreira | ESP  | 7:53,22    |
| 8     | Stefano Mei        | ITA  | 7:53,73    |

Finale am 5. März

### 60 m Hürden
| Platz | Athlet         | Land | Zeit (s) |
| ----- | -------------- | ---- | -------- |
| 1     | Roger Kingdom  | USA  | 7,43     |
| 2     | Colin Jackson  | GBR  | 7,45     |
| 3     | Igors Kazanovs | URS  | 7,59     |
| 4     | Holger Pohland | GDR  | 7,70     |
| 5     | Emilio Valle   | CUB  | 7,71     |
| 6     | Tonie Campbell | USA  | 7,86     |

Finale am 3. März

### 5000 m Gehen
| Platz | Athlet                 | Land | Zeit (min)  |
| ----- | ---------------------- | ---- | ----------- |
| 1     | Michail Schtschennikow | URS  | 18:27,10 WR |
| 2     | Roman Mrázek           | TCH  | 18:28,90    |
| 3     | Franz Kaszjukewitsch   | URS  | 18:34,07    |
| 4     | Sándor Urbanik         | HUN  | 18:34,77    |
| 5     | Giovanni De Benedictis | ITA  | 18:40,87    |
| 6     | Pavol Blažek           | TCH  | 18:41,34    |
| 7     | Simon Baker            | AUS  | 19:24,12    |
| 8     | Andrew Jachno          | AUS  | 19:25,24    |

Finale am 5. März

### Hochsprung
| Platz | Athlet             | Land | Höhe (m) |
| ----- | ------------------ | ---- | -------- |
| 1     | Javier Sotomayor   | CUB  | 2,43     |
| 2     | Dietmar Mögenburg  | FRG  | 2,35     |
| 3     | Patrik Sjöberg     | SWE  | 2,35     |
| 4     | Dalton Grant       | GBR  | 2,35     |
| 5     | Carlo Thränhardt   | FRG  | 2,33     |
| 6     | Krzysztof Krawczyk | POL  | 2,28     |
| 7     | Jake Jacoby        | USA  | 2,28     |
| 8     | Róbert Ruffíni     | TCH  | 2,28     |

Finale am 4. März

### Stabhochsprung
| Platz | Athlet           | Land | Höhe (m) |
| ----- | ---------------- | ---- | -------- |
| 1     | Rodion Gataullin | URS  | 5,85     |
| 2     | Grigori Jegorow  | URS  | 5,80     |
| 3     | Joe Dial         | USA  | 5,70     |
| 4     | Mirosław Chmara  | POL  | 5,60     |
| 5     | Bernhard Zintl   | FRG  | 5,60     |
| 6     | István Bagyula   | HUN  | 5,50     |
| 7     | Alberto Ruiz     | ESP  | 5,50     |
| 8     | Javier García    | ESP  | 5,50     |

Finale am 4. März

### Weitsprung
| Platz | Athlet          | Land | Weite (m) |
| ----- | --------------- | ---- | --------- |
| 1     | Larry Myricks   | USA  | 8,37      |
| 2     | Dietmar Haaf    | FRG  | 8,17      |
| 3     | Mike Conley Sr. | USA  | 8,11      |
| 4     | László Szalma   | HUN  | 8,10      |
| 5     | Jaime Jefferson | CUB  | 7,96      |
| 6     | Norbert Brige   | FRA  | 7,91      |
| 7     | Ubaldo Duany    | CUB  | 7,86      |
| 8     | Frans Maas      | NED  | 7,83      |

Finale am 5. März

### Dreisprung
| Platz | Athlet              | Land | Weite (m) |
| ----- | ------------------- | ---- | --------- |
| 1     | Mike Conley Sr.     | USA  | 17,65     |
| 2     | Jorge Reyna         | CUB  | 17,41     |
| 3     | Juan Miguel López   | CUB  | 17,28     |
| 4     | Wolodymyr Inosemzew | URS  | 17,17     |
| 5     | Milan Mikuláš       | TCH  | 16,84     |
| 6     | Serge Hélan         | FRA  | 16,62     |
| 7     | Andrzej Grabarczyk  | POL  | 16,56     |
| 8     | John Herbert        | GBR  | 16,55     |

Finale am 4. März

### Kugelstoßen
| Platz | Athlet            | Land | Weite (m) |
| ----- | ----------------- | ---- | --------- |
| 1     | Ulf Timmermann    | GDR  | 21,75     |
| 2     | Randy Barnes      | USA  | 21,28     |
| 3     | Georg Andersen    | NOR  | 20,98     |
| 4     | August Wolf       | USA  | 20,82     |
| 5     | Karsten Stolz     | FRG  | 20,11     |
| 6     | Gert Weil         | CHI  | 19,91     |
| 7     | Alessandro Andrei | ITA  | 19,77     |
| 8     | Janne Ronkainen   | FIN  | 19,25     |

Finale am 4. März

## Frauen

### 60 m
| Platz | Athletin       | Land | Zeit (s) |
| ----- | -------------- | ---- | -------- |
| 1     | Nelli Cooman   | NED  | 7,05     |
| 2     | Gwen Torrence  | USA  | 7,07     |
| 3     | Merlene Ottey  | JAM  | 7,10     |
| 4     | Liliana Allen  | CUB  | 7,16     |
| 5     | Laurence Bily  | FRA  | 7,19     |
| 6     | Ulrike Sarvari | FRG  | 7,29     |

Finale am 3. März

### 200 m
| Platz | Athletin                  | Land | Zeit (s) |
| ----- | ------------------------- | ---- | -------- |
| 1     | Merlene Ottey             | JAM  | 22,34    |
| 2     | Grace Jackson             | JAM  | 22,95    |
| 3     | Natalja Kowtun            | URS  | 23,28    |
| 4     | Silke-Beate Knoll         | FRG  | 23,30    |
| 5     | Maria Magnólia Figueiredo | BRA  | 23,83    |
| 6     | Marie-José Pérec          | FRA  | 23,99    |

Finale am 4. März

### 400 m
| Platz | Athletin           | Land | Zeit (s) |
| ----- | ------------------ | ---- | -------- |
| 1     | Helga Arendt       | FRG  | 51,52    |
| 2     | Diane Dixon        | USA  | 51,77    |
| 3     | Jillian Richardson | CAN  | 52,02    |
| 4     | Maree Holland      | AUS  | 52,17    |
| 5     | Marina Schmonina   | URS  | 52,44    |
| 6     | Sally Gunnell      | GBR  | 52,60    |

Finale am 4. März

### 800 m
| Platz | Athletin               | Land | Zeit (min) |
| ----- | ---------------------- | ---- | ---------- |
| 1     | Christine Wachtel      | GDR  | 1:59,24    |
| 2     | Tazzjana Hrabjantschuk | URS  | 1:59,53    |
| 3     | Ellen Kießling         | GDR  | 1:59,68    |
| 4     | Violeta Beclea         | ROU  | 2:00,26    |
| 5     | Gabriela Lesch         | FRG  | 2:01,09    |
|       | Joetta Clark           | USA  | DNS        |

Finale am 5. März

### 1500 m
| Platz | Athletin             | Land | Zeit (min) |
| ----- | -------------------- | ---- | ---------- |
| 1     | Doina Melinte        | ROU  | 4:04,79    |
| 2     | Swetlana Kitowa      | URS  | 4:05,71    |
| 3     | Yvonne Mai           | GDR  | 4:06,09    |
| 4     | Marina Jatschmenjowa | URS  | 4:06,52    |
| 5     | Mitica Constantin    | ROU  | 4:09,74    |
| 6     | Liz McColgan         | GBR  | 4:10,16    |
| 7     | Karen Hutcheson      | GBR  | 4:11,37    |
| 8     | Małgorzata Rydz      | POL  | 4:17,53    |

Finale am 4. März

### 3000 m
| Platz | Athletin           | Land | Zeit (min) |
| ----- | ------------------ | ---- | ---------- |
| 1     | Elly van Hulst     | NED  | 8:33,82 WR |
| 2     | Liz McColgan       | GBR  | 8:34,80    |
| 3     | Margareta Keszeg   | ROU  | 8:48,70    |
| 4     | Vera Michallek     | FRG  | 8:49,66    |
| 5     | Nicky Morris       | GBR  | 8:53,52    |
| 6     | Ljudmila Borissowa | URS  | 9:04,75    |
| 7     | Zita Ágoston       | HUN  | 9:18,72    |

Finale am 4. März
McColgan ging das Rennen im Weltrekordtempo an, und nur Europameisterin van Hulst konnte ihr folgen und auf den letzten 100 Metern an ihr vorbeiziehen. Die alte Weltrekordmarke wurde von der Niederländerin um fast sechs Sekunden unterboten.

### 60 m Hürden
| Platz | Athlet                    | Land | Zeit (s) |
| ----- | ------------------------- | ---- | -------- |
| 1     | Jelisaweta Tschernyschowa | URS  | 7,82     |
| 2     | Ljudmila Naroschilenko    | URS  | 7,83     |
| 3     | Cornelia Oschkenat        | GDR  | 7,86     |
| 4     | Kim McKenzie              | USA  | 7,92     |
| 5     | Mihaela Pogăcean          | ROU  | 7,95     |
| 6     | Marjan Olyslager          | NED  | 7,95     |

Finale am 5. März

### 3000 m Gehen
| Platz | Athletin             | Land | Zeit (min)  |
| ----- | -------------------- | ---- | ----------- |
| 1     | Kerry Saxby          | AUS  | 12:01,65 WR |
| 2     | Beate Anders         | GDR  | 12:07,73    |
| 3     | Ileana Salvador      | ITA  | 12:11,33    |
| 4     | Nadeschda Rjaschkina | URS  | 12:12,98    |
| 5     | Anikó Szebenszky     | HUN  | 12:27,20    |
| 6     | Andrea Alföldi       | HUN  | 12:31,66    |
| 7     | Ann Peel             | CAN  | 12:32,34    |
| 8     | Olga Sánchez         | ESP  | 12:34,02    |

Finale am 4. März

### Hochsprung
| Platz | Athletin           | Land | Höhe (m) |
| ----- | ------------------ | ---- | -------- |
| 1     | Stefka Kostadinowa | BUL  | 2,02     |
| 2     | Tamara Bykowa      | URS  | 2,00     |
| 3     | Heike Redetzky     | FRG  | 1,94     |
| 4     | Biljana Petrović   | YUG  | 1,94     |
| 5     | Jan Wohlschlag     | USA  | 1,91     |
| 6     | Gai Kapernick      | AUS  | 1,91     |
| 7     | Madely Beaugendre  | FRA  | 1,91     |
| 8     | Olga Turtschak     | URS  | 1,91     |

Finale am 5. März

### Weitsprung
| Platz | Athletin             | Land | Weite (m) |
| ----- | -------------------- | ---- | --------- |
| 1     | Galina Tschistjakowa | URS  | 6,98      |
| 2     | Marieta Ilcu         | ROU  | 6,86      |
| 3     | Laryssa Bereschna    | URS  | 6,82      |
| 4     | Ringa Ropo-Junnila   | FIN  | 6,69      |
| 5     | Antonella Capriotti  | ITA  | 6,45      |
| 6     | Agata Karczmarek     | POL  | 6,31      |
| 7     | Xiong Qiying         | CHN  | 6,28      |
| 8     | Jennifer Innis       | USA  | 6,02      |

Finale am 4. März

### Kugelstoßen
| Platz | Athletin        | Land | Weite (m) |
| ----- | --------------- | ---- | --------- |
| 1     | Claudia Losch   | FRG  | 20,45     |
| 2     | Huang Zhihong   | CHN  | 20,25     |
| 3     | Christa Wiese   | GDR  | 19,75     |
| 4     | Stephanie Storp | FRG  | 19,63     |
| 5     | Heike Hartwig   | GDR  | 19,44     |
| 6     | Belsy Laza      | CUB  | 19,32     |
| 7     | Soňa Vašíčková  | TCH  | 18,52     |
| 8     | Li Meisu        | CHN  | 18,08     |

Finale am 5. März

## Erklärungen
- WR: Weltrekord

## Medaillenspiegel
| Medaillenspiegel | Medaillenspiegel                | Medaillenspiegel | Medaillenspiegel | Medaillenspiegel | Medaillenspiegel |
| Platz            | Land                            | Gold             | Silber           | Bronze           | Gesamt           |
| ---------------- | ------------------------------- | ---------------- | ---------------- | ---------------- | ---------------- |
| 1                | Sowjetunion                     | 4                | 5                | 4                | 13               |
| 2                | Vereinigte Staaten              | 4                | 3                | 4                | 11               |
| 3                | Deutsche Demokratische Republik | 2                | 2                | 4                | 8                |
| 4                | BR Deutschland                  | 2                | 2                | 2                | 6                |
| 5                | Kuba                            | 2                | 1                | 1                | 4                |
| 6                | Niederlande                     | 2                | –                | –                | 2                |
| 7                | Vereinigtes Königreich          | 1                | 3                | –                | 4                |
| 8                | Jamaika                         | 1                | 1                | 1                | 3                |
| 8                | Rumänien                        | 1                | 1                | 1                | 3                |
| 10               | Australien                      | 1                | –                | –                | 1                |
| 10               | Bulgarien                       | 1                | –                | –                | 1                |
| 10               | Irland                          | 1                | –                | –                | 1                |
| 10               | Kenia                           | 1                | –                | –                | 1                |
| 10               | Marokko                         | 1                | –                | –                | 1                |
| 15               | Spanien                         | –                | 1                | 1                | 2                |
| 16               | Brasilien                       | –                | 1                | –                | 1                |
| 16               | Volksrepublik China             | –                | 1                | –                | 1                |
| 16               | Ghana                           | –                | 1                | –                | 1                |
| 16               | Tschechoslowakei                | –                | 1                | –                | 1                |
| 16               | Trinidad und Tobago             | –                | 1                | –                | 1                |
| 21               | Italien                         | –                | –                | 3                | 3                |
| 22               | Kanada                          | –                | –                | 1                | 1                |
| 22               | Norwegen                        | –                | –                | 1                | 1                |
| 22               | Schweden                        | –                | –                | 1                | 1                |